# Manel Plana i Farran
Manel Plana i Farran (Lleida, 18 de juliol de 1972 és un advocat i polític català, senador per Lleida en la X Legislatura.

## Biografia
Es llicencià en dret i en ciències empresarials en la Universitat de Lleida, on és professor associat en el Departament d'AEGERN de la Facultat de Dret i Economia.
Militant de la Unió de Joves i d'Unió Democràtica de Catalunya des de l'any 2000 fins a l'any 2015, fou conseller nacional d'UDC i vicepresident de la Intercomarcal d'UDC de les Terres de Lleida.
A les eleccions municipals de 2007 fou escollit regidor de l'ajuntament d'Aitona i membre del Consell Comarcal del Segrià. A les eleccions municipals espanyoles de 2011 fou escollit regidor de l'ajuntament de Rosselló (Segrià). Alhora fou escollit senador per Lleida a les eleccions generals espanyoles de 2011. Fou membre titular de la Diputació Permanent i secretari quart de la Mesa del Senat d'Espanya. També fou portaveu de la Comissió d'Agricultura del Senat.